# Heliktit

Olika former av kalksinter i en grotta, heliktiter markerat med H (längst upp till vänster).

Heliktiter (från grekiska ἕλιξ, "hélix", spiral/vriden) är en sällsynt form av kalksinter som bildas i karstgrottor.
Denna form påminner inte om istappar som stalagmiter och stalaktiter utan avviker från lodlinjen och kan vara busklikt förgrenade. Förgreningarna är vanligen några millimeter tjocka och de kan vara flera decimeter långa. Inuti förgreningen förekommer små hålrum (liksom kapillärer) där kalkvattnet flyter fram.
Hur heliktiter uppstår är inte helt klarlagt. Enligt en teori är andra mineral än kalk i vattnet ansvariga. Som andra orsaker utpekas bakterier, svampar eller strömmande luft i grottan.

## Referenser

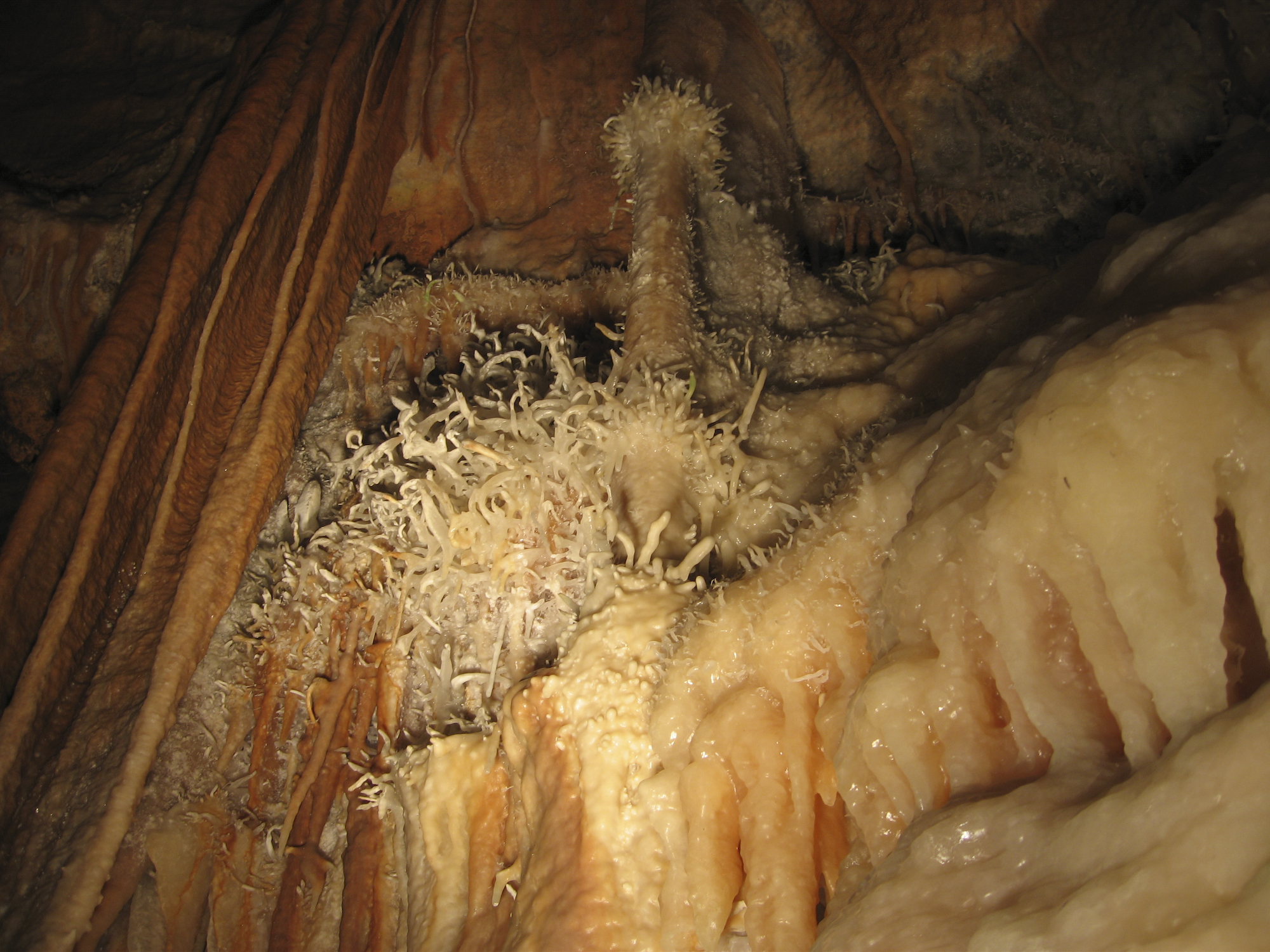
Heliktiter i Jenolan Caves, New South Wales.
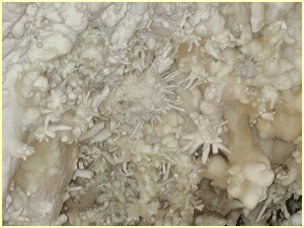
Heliktiter i Timpanogos Cave, New Mexico.
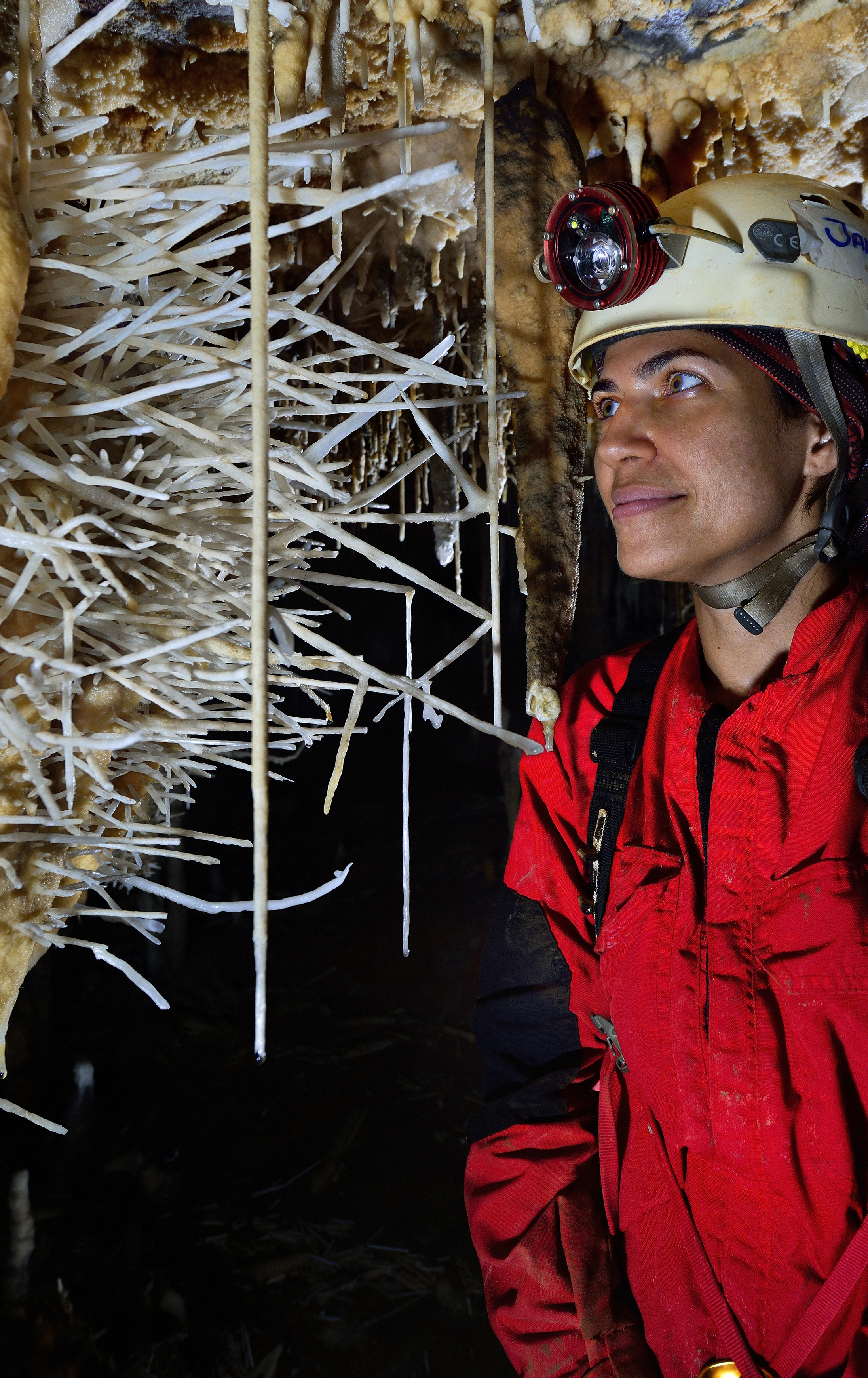
Heliktiter i Salão da Floresta Branca Lapa do Bezerra, Brasilien.
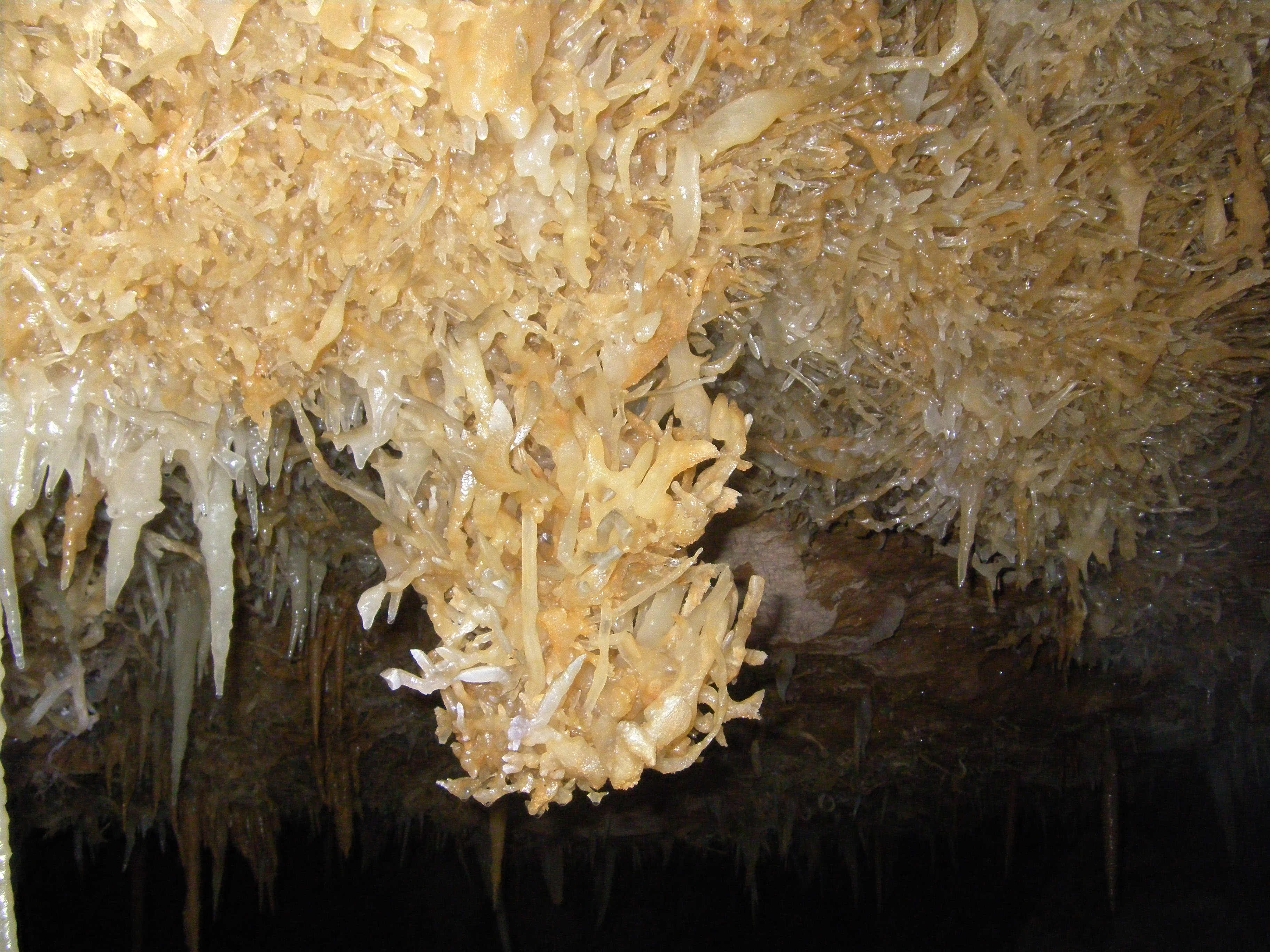
Heliktiter i Torca del Carlista, Baskien.